# Ново-Елгашевский
Ново-Елгашевский (баш. Яңы Ялғашлы) — упразднённый хутор в Айбашевской волости (ранее Базановской волости) Бирского уезда Уфимской губернии. Ныне территория Маядыковского сельсовета Бирского района Башкортостана России.
Основана в конце XIX в. жителями деревни Ново-Елгашево как выселок.

## География
Список населенных мест Уфимской губернии 1896 года отмечает хутор Ново-Елгашевский при ключе Безъимянный.

## История
По «Полному списку населенных мест Уфимской губернии» от 1896 года входил в 6-й стан, Базановская волость.
По СНМ 1906 года входил в Айбашевскую волость.
В подворной переписи крестьянских хозяйств Бирского уезда 1914 года, в переписи 1920 года не упоминается.
Судя по данным деревни Ново-Елгашево 1914 года (7 дворов с населением 30/22 мужчин и женщин) и соседних населённых пунктов  1906 года (3025. Ново-Елгашева: на 5 дворов указано 20/19 жителей; 3027. Ново-Елгашевский: на 3 двора указано 10/15 жителей, в сумме 8 дворов, 30/34 мужчин и женщин) произошло их объединение. 

## Население
1896 год: на 3 двора указано 25 жителей (10/15 мужчин и женщин).
1906 год: на 3 дворах указано 14 жителей (8/6 мужчин и женщин).

## Транспорт
Источник 1906 года говорит, что хутор Ново-Елгашевский стоит на просёлочной дороге.